# Talkin' to Me
Singles de Amerie
"Why Don't We Fall in Love"
(2002) "1 Thing"
(2003)
Pistes de All I Have
"Why Don't We Fall in Love" "Nothing Like Loving You"
Talkin' to Me est le deuxième et le dernier single du premier album d'Amerie All I Have. Il atteignit la place 51 au Billboard Hot 100 et fut 18e dans le classement Billboard Hot R&B/Hip-Hop Songs. Il n'est jamais sorti au Royaume-Uni. Il existe un remix célèbre de Talkin' to Me  produit par Trackmasters Entertainment, avec la rappeuse Foxy Brown et le rappeur Joe Budden.

## Liste des chansons et des formats
- U.S. double A-side single with "I Just Died"

1. "Talkin' to Me"
2. "I Just Died"

- Single de promotion U.S.

1. "Talkin' to Me" (Album Version)
2. "Talkin' to Me" (Album Edit)
3. "Talkin' to Me" (Trackmasters Remix featuring Foxy Brown)
4. "Talkin' to Me" (Instrumental)
5. "Talkin' to Me" (Trackmasters Remix - Instrumental)

- 12" single

Side 1:
1. "Talkin' to Me" (Trackmasters Remix featuring Foxy Brown - Clean)
2. "Talkin' to Me" (Trackmasters Remix featuring Foxy Brown)
3. "Talkin' to Me" (Remix featuring Jakk Frost)
4. "Talkin' to Me" (Trackmasters Remix - Instrumental)

Side 2:
1. "Talkin' to Me" (Trackmasters Remix - No Rap)
2. "Talkin' to Me" (Mark Ronson Sunshine Remix)
3. "Talkin' to Me" (Mark Ronson Sunshine Remix - Instrumental)
4. "Talkin' to Me" (Trackmasters Remix featuring Foxy Brown - A Cappella)

## Charts
| Chart (2002/2003)                    | Meilleure position |
| ------------------------------------ | ------------------ |
| U.S. Billboard Hot 100               | 51                 |
| U.S. Billboard Hot R&B/Hip-Hop Songs | 18                 |
| U.S. Billboard Rhythmic Top 40       | 40                 |
| World Jazz Top 20 Singles            | 13                 |
| World R&B Top 30 Singles             | 15                 |

## Source
- (en) Cet article est partiellement ou en totalité issu de l’article de Wikipédia en anglais intitulé « Talkin' to Me » (voir la liste des auteurs).